# Zoar (Wisconsin)
Zoar is een plaats (census-designated place) in de Amerikaanse staat Wisconsin, en valt bestuurlijk gezien onder Menominee County.

## Demografie
Bij de volkstelling in 2000 werd het aantal inwoners vastgesteld op 124.

## Geografie
Volgens het United States Census Bureau beslaat de plaats een oppervlakte van 22,2 km², geheel bestaande uit land. Zoar ligt op ongeveer 372 m boven zeeniveau.

## Plaatsen in de nabije omgeving
De onderstaande figuur toont nabijgelegen plaatsen in een straal van 20 km rond Zoar.